# Sara Bergmark Elfgren

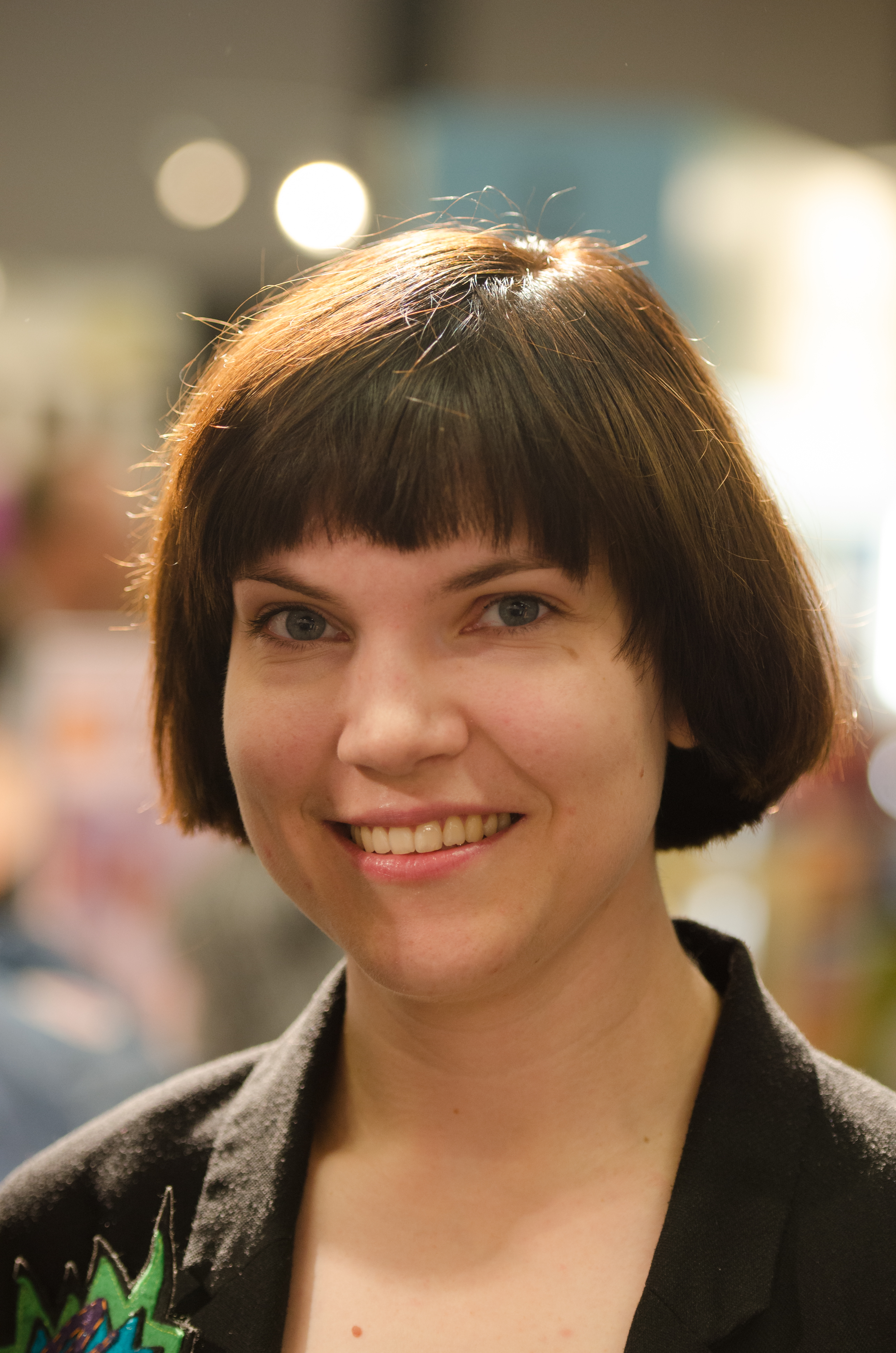
Sara Bergmark Elfgren, 2012.

Sara Bergmark Elfgren (Stockholm, 13 maart 1980) is een Zweedse schrijfster van fantasy. Haar debuut Cirkeln (geschreven samen met Mats Strandberg) verscheen in 2011. Cirkeln werd genomineerd voor de Augustprijs als beste jeugdboek van 2011.
- Bibsys: 12007392
- Biblioteca Nacional de España: XX5265431
- Bibliothèque nationale de France: cb16687647p (data)
- Catàleg d'autoritats de noms i títols de Catalunya: 981058514679106706
- Gemeinsame Normdatei: 1020116226
- International Standard Name Identifier: 0000 0001 1917 3508
- Library of Congress Control Number: no2013045498
- Nationale Bibliotheek van Letland: 000182633
- Bibliotheek van het Japanse parlement: 001178415
- Nationale Bibliotheek van Tsjechië: xx0158128
- Nationale Bibliotheek van Israël: 987007511307105171
- Nationale Bibliotheek van Polen: a0000002718229
- Nederlandse Thesaurus van Auteursnamen: 345868544
- Réseau des bibliothèques de Suisse occidentale: 02-A023443905
- LIBRIS: 343586
- Système universitaire de documentation: 170385833
- Virtual International Authority File: 170358247
- WorldCat: E39PBJmTvHFr766h9B7vTy7WDq